# Breitlouwenengletscher
Der Breitlouwenengletscher (Deutsch: Breiter Lawinengletscher) ist ein Gletscher am Nordhang der Berner Alpen im Schweizer Kanton Bern in der Gemeinde Lauterbrunnen.

## Geographie
Der Breitlouwenengletscher liegt am Nordhang der Berner Alpen, im Süden des Kantons Bern. Er beginnt am Fuss des Mittaghorns auf einer Höhe zwischen 3200 m ü. M. und 3400 m ü. M. und fliesst gegen Nordwesten. Er gliedert sich in drei grosse Eisströme, den Nördlicha-Breitlouwenengletscher, den Mittlera-Breitlouwenengletscher und den Südlicha-Breitlouwenengletscher. Sie werden geteilt durch das Wildhoren (3046 m ü. M.) und das Beeswenghoren (2753 m ü. M.). Begrenzt wird er im Südwesten durch den Schmadririgg und im Nordosten durch den Rotfluegrat.
Durch das Abschmelzen des Breitlouwenengletschers auf etwa 2700 m ü. M. entstehen drei Gebirgsbäche, der Inner Schwandbach, der Usser Schwandbach und der Rote Bach. Diese fliessen über die Weisse Lütschine, die Lütschine, die Aare und den Rhein in die Nordsee.